# Encén-me
Encén-me (títol original en anglès, Turn Me On) és una pel·lícula de comèdia romàntica distòpica estatunidenca del 2024 dirigida per Michael Tyburski i escrita per Angela Bourassa. És protagonitzada per Bel Powley i Nick Robinson. S'ha subtitulat al català.

## Sinopsi
En un futur pròxim, l'emoció humana ha estat erradicada per una vitamina diària imposada pel govern, però dos joves amants se salten la dosi diària.

## Repartiment
- Bel Powley[3] com a Joy
- Nick Robinson[3] com a William
- Justin H. Min[3] com a Christopher
- D'Arcy Carden[3] com a la dona amb vestit
- Nesta Cooper[3] com a Samantha
- Griffin Newman[3] com a Frank
- Luke Kirby com el fundador
- Patti Harrison com a Morgan
- Julia Shiplett com a Michelle
- Ava Eisenson com a doctora

## Producció
Toby Nalbandian i Gregory Schmidt de Truant Pictures, juntament amb Sean Bradley, van produir la pel·lícula. Bel Powley i Nick Robinson van ser escollits per als papers principals el febrer de 2022. El rodatge principal estava previst que comencés el novembre de 2022, i va acabar a mitjans de maig de 2023.

## Estrena
Al Festival de Cinema de Canes de 2022 es va informar que IFC Films havia adquirit els drets de distribució nord-americans de la pel·lícula. Tanmateix, el setembre de 2024 es va anunciar que Vertical se n'havia fet càrrec, amb la intenció d'estrenar-la a principis de 2025. La pel·lícula va arribar a la secció de Nous Directors del 72è Festival Internacional de Cinema de Sant Sebastià el 24 de setembre de 2024.